# Mas Torre Boscà
El Mas Torre Boscà és una masia de Castell d'Aro, Platja d'Aro i s'Agaró (Baix Empordà) protegida com a Bé Cultural d'Interès Local.

## Descripció
Masia formada per un cos original, al qual s'han adossat ampliacions. El cos principal està format per dues plantes i coberta a dues aigües. De planta rectangular, engloba una torre quadrada en l'edificació, que s'ordena amb crugies perpendiculars a la façana principal. És una construcció modesta i austera, però d'un mida important. Gran part de les obertures mantenen llinda, ampit i brancals de pedra treballada amb cert ordre geomètric. Les ampliacions fan créixer la masia en profunditat, continuant amb les crugies inicials.